# Val-de-Travers

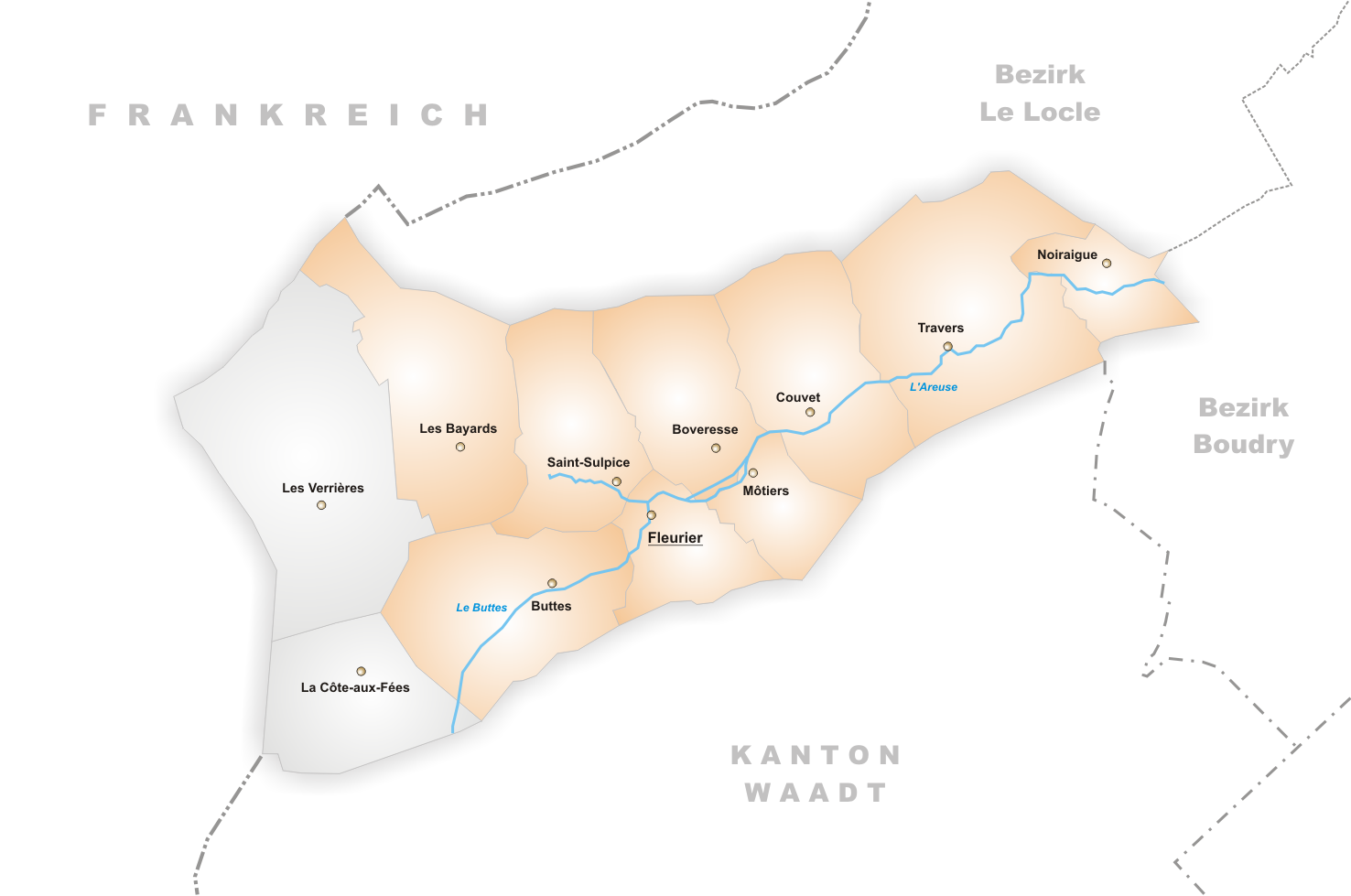
Carte des communes formant le territoire de Val-de-Travers avant la fusion du 1er janvier 2009.

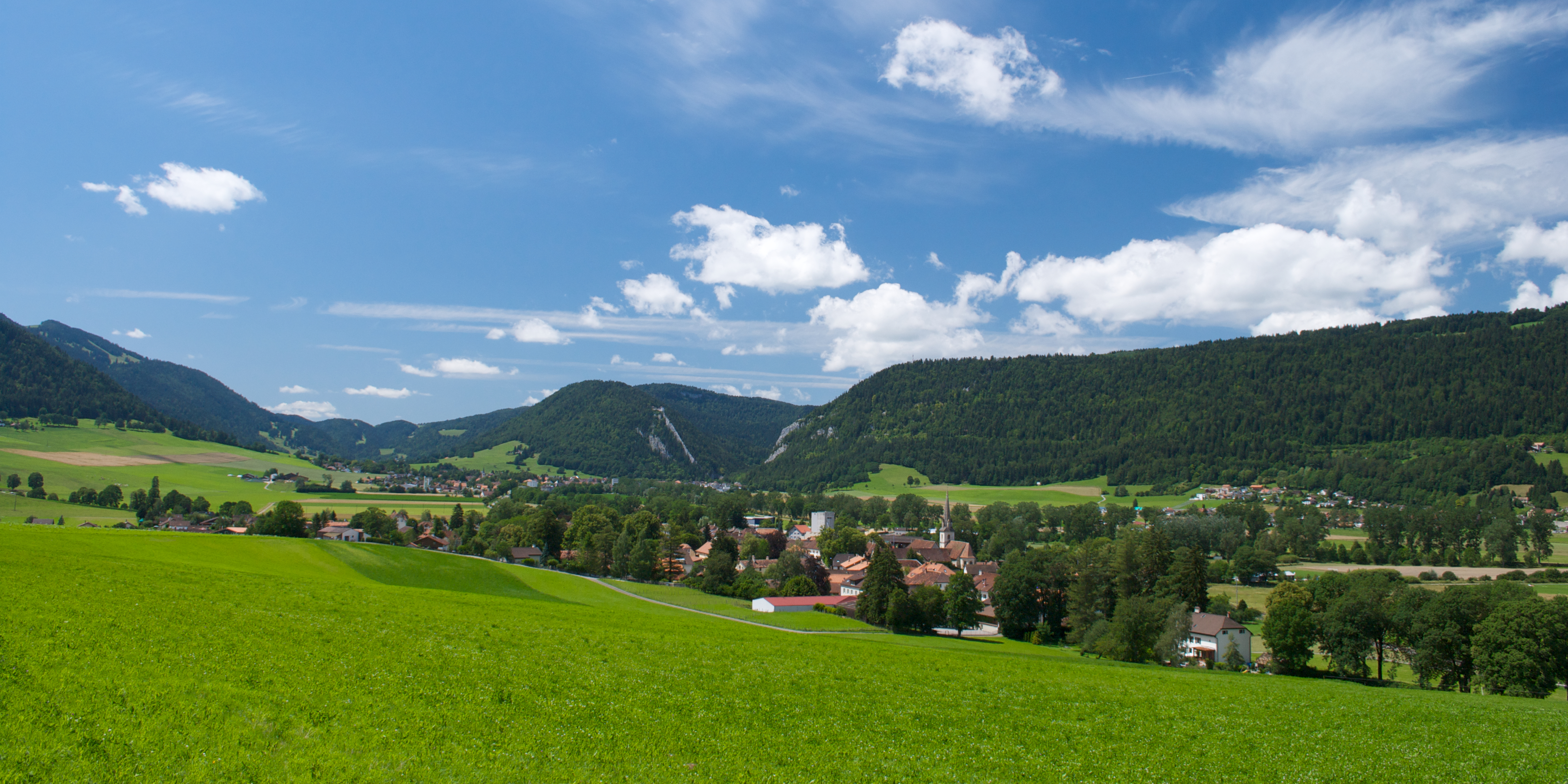
Paysage de Val-de-Travers.

Val-de-Travers est une commune suisse du canton de Neuchâtel, située dans la région Val-de-Travers.

## Histoire

Vue aérienne par Walter Mittelholzer (1919).

Val-de-Travers a été créée le 1er janvier 2009 à la suite de la fusion de neuf anciennes communes : Boveresse, Buttes, Couvet, Fleurier, Les Bayards, Môtiers, Noiraigue, Saint-Sulpice et Travers. La décision de fusion a été approuvée par votation populaire le 24 février 2008. La mairie se trouve au village de Fleurier. Par ailleurs, l'ancienne commune de Môtiers a donné le nom à la place du village (place du 24 février) en mémoire de cette journée historique.
Dès 2010, une fête commémorative se déroule tous les 24 février.

## Géographie
| Pays-de-Montbenoît ( France)       | La Brévine                                                                      | Les Ponts-de-Martel Brot-Plamboz |
| Les Verrières                      | Val-de-Travers                                                                  | Rochefort Boudry                 |
| La Côte-aux-Fées Sainte-Croix (VD) | Fiez (VD) Fontaines-sur-Grandson (VD) Mauborget (VD) Tévenon (VD) Provence (VD) | La Grande Béroche                |

Val-de-Travers mesure 124,91 km2. 6,0 % de cette superficie correspond à des surfaces d'habitat ou d'infrastructure, 42,4 % à des surfaces agricoles, 50,7 % à des surfaces boisées et 0,8 % à des surfaces improductives.
Val-de-Travers se situe dans la partie suisse du massif du Jura ; on y trouve des formations typiques des montagnes du Jura, comme le crêt du Cervelet.
En 2021, le plus grand sapin blanc de Suisse se trouve dans la forêt jardinée de Couvet et mesure 58,02 mètres. Sa graine aurait germé en 1744 dans les forêts de l'envers de Couvet, là où un siècle plus tard, Henri Biolley a posé les jalons de la forêt jardinée,.

## Politique
Le Conseil communal (exécutif) de la commune de Val-de-Travers est composé de cinq membres professionnels élus au début de chaque législature par le Conseil général (législatif). Chaque membre est responsable d'un dicastère, et les membres assurent une rotation annuelle à la présidence du Conseil. Le premier Conseil communal de l'histoire de la commune était composé comme suit : Yves Fatton (président, PLR), Pierre-Alain Rumley (vice-président, PS), Claude-Alain Kleiner (secrétaire, PLR), Thierry Michel (PLR) et Jean-Nathanaël Karakash (PS). À la suite de la démission de Pierre-Alain Rumley, Christian Mermet est élu le 17 janvier 2011 et entre en fonction le 1er avril 2011.
Législature 2012-2016 : M. Thierry Michel (PLR), Jean-Nathanaël Karakash (PS), M. Yves Fatton (PLR), M. Christian Mermet (PS) et Mme Chantal Brunner (PLR). À la suite de l'élection de M. Karakash au Conseil d'Etat, M. Frédéric Mairy (PS) rejoint les rangs de l'Exécutif.
Législature 2016-2020 : M. Yves Fatton (PLR), M. Thierry Michel (PLR), M. Christian Mermet (PS), M. Frédéric Mairy (PS) et Mme Chantal Brunner (PLR). À la suite de la démission de Mme Chantal Brunner au 28 février 2017, M. Christophe Calame (PLR) a été élu au Conseil communal. À la suite de la démission de M. Thierry Michel (PLR) au 30 septembre 2017, M. Benoît Simon-Vermot (PLR) a été élu à l'Exécutif.
Législature 2020-2024 : M. Christophe Calame (PLR), M. Yves Fatton (PLR), M. Frédéric Mairy (PS), M. Benoît Simon-Vermot (PLR) et M. Eric Sivignon (PS). À la suite de l'élection de M. Frédéric Mairy (PS) au Conseil d'Etat au 1er mars 2024, Mme Sarah Fuchs-Rota rejoint les rangs de l'Exécutif. À la suite de la démission de M. Christophe Calame (PLR), un siège du Conseil communal reste vacant jusqu'à la fin de la législature.
Législature 2024-2028 : Mme Sarah Fuchs-Rota (PS), M. Eric Sivignon (PS), M. Benoît Simon-Vermot (PLR), M. Malo Bortolini (PLR) et M. Yann Klauser (PLR).
Le Conseil général (législatif) est composé de 41 membres élus tous les quatre ans au système proportionnel par la population. Il se réunit environ une fois par mois en séance publique et a pour principales tâches d'adopter le budget et les comptes annuels de la commune, ainsi que d'adopter différents règlements et crédits.
Lors de la première législature (2008-2012), il était composé de 19 élus du Parti libéral-radical (PLR), quatorze élus socialistes (PS), un élu du Parti ouvrier populaire (POP), deux élus Verts et cinq membres de l'Union démocratique du centre (UDC).
Législature 2012-2016 : dix-sept élus du Parti libéral-radical (PLR), quatorze élus socialistes (PS), deux élus du Parti ouvrier populaire (POP), deux élus Verts et six membres de l'Union démocratique du centre (UDC).
Législature 2016-2020 : seize élus du Parti libéral-radical (PLR), dix élus socialistes (PS), trois élus du Parti ouvrier populaire (POP), trois élus Verts, six membres de l'Union démocratique du centre (UDC), un membre du Parti vert'libéral (PVL) et deux membres AGORA.
Législature 2020-2024 : seize élus du Parti libéral-radical (PLR), dix élus socialistes (PS), trois élus du Parti ouvrier populaire (POP), trois élus Verts, six membres de l'Union démocratique du centre (UDC), un membre du Parti vert'libéral (PVL) et deux membres AGORA.
Législature 2024-2028 : quinze élus du Parti libéral-radical (PLR), quatorze élus socialistes (PS), trois élus du Parti ouvrier populaire (POP), six membres de l'Union démocratique du centre (UDC) et trois membres AGORA. Cette 5ème législature marque également l'entrée en force du système de suppléance. Chaque parti dispose de membres suppléants, répartis comme suit : trois PLR, trois PS, un POP, deux UDC et un AGORA.

## Démographie
La somme des habitants des localités formant actuellement Val-de-Travers atteint 10 649 habitants fin 2023. Sa densité de population est de 85 hab./km2.
Le graphique suivant résume l'évolution de la population sur l'actuel territoire de Val-de-Travers entre 1850 et 2008 :

## Sport
Le seul club de bandy de Suisse existe ici,,,.

## Culture

### Musées
- Musée d'histoire et d'artisanat, à Môtiers ;
- Musée Jean-Jacques-Rousseau, à Môtiers. Situé dans une maison ayant été occupée par Jean-Jacques Rousseau entre 1762 et 1765[16] ;
- Séchoir à absinthe de Boveresse, imposante bâtisse construite en 1893. Anciennement utilisée comme séchoir à absinthe elle abrite une exposition sur la culture et le séchage des plantes d'absinthe[17] ;
- Musée industriel du Val-de-Travers, à Travers ;
- Musée La Grange, à Môtiers. Collection d'art aborigène dans une ancienne grange datant de 1721 ;
- Musée oldtimer Volkswagen à Saint-Sulpice, collection de véhicules Volkswagen des années 1950 à 1979.
- Musée des Mascarons à Môtiers
- Maison de l'Absinthe à Môtiers

### Théâtres et autres scènes
- Théâtre des Mascarons, à Môtiers ;
- Chapelle des concerts, à Couvet.

### Festivals et événements
- Hors Tribu Festival, à Môtiers. Festival de musique de tous horizons comprenant un cirque et divers animations durant 4 jours au début du mois d'août[18] ;
- Absinthe en Fête, au mois de juin ;
- Le Swiss Canyon Trail est une course d'ultra-trail qui se tient au mois de juin depuis Couvet et traverse la région, notamment le Creux du Van et le Chasseron.

## Personnalités liées à la commune

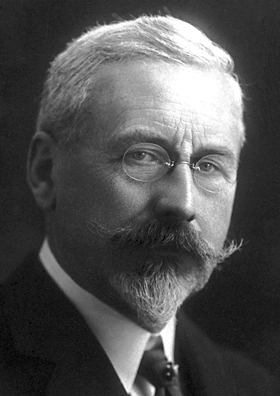
Charles Édouard Guillaume, 1920

- Emer de Vattel (1714 né dans cette commune, à Couvet – 1767), juriste, philosophe et diplomate.
- Ferdinand Berthoud (1727 né dans cette commune, à Plancemont (Couvet) - 1807), un horloger et chercheur.
- Jonas de Gélieu (1740 né dans cette commune, aux Bayards - 1827), pasteur et apiculteur suisse.
- Salomé de Gélieu (1742 né dans cette commune, aux Bayards - 1820), une pédagogue suisse connue pour des enseignements dans l'aristocratie européenne protestante.
- Charles Édouard Guillaume (1861 dans cette commune, à Fleurier – 1938), physicien suisse, lauréat du prix Nobel de physique de 1920.
- Édouard Bovet (1797 dans cette commune à Fleurier – 1849), négociant en horlogerie, fondateur de l'entreprise Bovet Fleurier.
- Henri Biolley (1858 à Turin – 1939 dans cette commune à Couvet), ingénieur forestier du Val-de-Travers puis ingénieur forestier cantonal, à l'origine des forêts jardinées neuchâteloises.
- Denis de Rougemont (1906 dans cette commune, à Couvet – 1985), écrivain et philosophe.
- Célia Sapart, climatologue, y est née en 1982.
- Robert Miles, (1969 dans cette commune, à Fleurier – 2017), DJ et producteur.

### Prix citoyen
Dès 2010, une fête commémorative se déroule tous les 24 février. Durant cette manifestation, les autorités communales remettent également un prix citoyen à une personnalité engagée pour la région. En 2011, il a honoré Mme Yvette Pluquet, fondatrice du Foyer scolaire, du cortège de l'abbaye de Fleurier et conseillère générale durant plus de 20 ans.
Les citoyens d'honneur élus sont : 
- 2010 : Jacques-André Steudler
- 2011 : Mme Yvette Pluquet
- 2012 : M. Michel Parmigiani
- 2013 : Sœur Odette (Piazzini)
- 2014 : M. Francis Favre
- 2015 : M. François Bezençon, dit le Père François
- 2016 : M. Jacques Béguin
- 2017 : M. Lucien Boéchat
- 2018 : M. Bernard Schneider
- 2019 : Mme Stéphanie Geiser Berthoud
- 2020 : Mme Marie Hermine et M. Pierre-André Delachaux
- 2021 : Mme Marlyse Castellani
- 2023 : M. Pierre Aubert
- 2024 : Mme Danièle Chevalier
- 2025 : M. Michel Etter

## Patrimoine industriel
L'association Vapeur Val-de-Travers - VVT située à Saint-Sulpice possède la plus grande collection suisse de trains à vapeur. Ces trains permettent de parcourir les différentes régions du Val-de-Travers telles que les gorges de l'Areuse, la région du Creux du Van et le haut plateau jurassien.
Les mines d'asphalte du Val-de-Travers, tout particulièrement les mines de la Presta ont connu une grande réputation aux XIXe et XXe siècles.